# Chadraabalyn Byambadorj
Chadraabalyn Byambadorj – mongolski zapaśnik w stylu wolnym. Brązowy medal mistrzostw Azji w 1989 roku.